# ريجينا لوشميلا
ريجينا لوشميلا (مواليد 1966) سياسية من لاتفيا وصحفية سابقة. وهي عضوة في حزب هارموني ونائبة عن البرلمان الثاني عشر.